# Boogie, el aceitoso
Boogie, El Aceitoso é um filme argentino de animação lançado em 2009, baseado na graphic novel do cartunista argentino Roberto Fontanarrosa. Fiel aos quadrinhos, o enredo é uma paródia ao estereótipo do herói americano. Dirigido por Gustavo Cova, foi o primeiro filme de animação 3D realizado na Argentina e na América Latina.
Dublado em espanhol pelos atores argentinos Pablo Echarri e Nancy Dupláa, o filme conta a história de Boogie, um homem frio, sádico e machista, considerado o assassino de aluguel mais temido da cidade. Seguindo suas próprias leis, ele nunca falha em serviço e é sempre chamado quando alguém precisa "resolver" um problema.
Desta vez, porém, Sonny Calabria, chefe da máfia local, surpreende ao contratar Jim Blackburn – uma versão mais sofisticada de Boogie – para silenciar uma testemunha. Ferido em seu orgulho, Boogie decide sequestrar a testemunha, iniciando uma reviravolta em sua vida.

## Enredo
Boogie e Márcia, namorada de Sonny Calabria, o chefe da máfia da cidade, se reúnem em um bar. Ela lhe pergunta se a considera atraente, e Boogie responde de forma rude, dizendo que ela é um poço de gordura.
Três meses depois, Calabria é intimado para um julgamento por seus crimes e ameaçado por uma misteriosa testemunha que pode incriminá-lo. Seus capangas tentam contratar Boogie para eliminar a testemunha, mas ele exige um pagamento muito alto. Diante disso, eles decidem contratar um assassino concorrente, Blackburn. Irritado com a situação, Boogie sequestra a testemunha para forçar Calabria a pagá-lo.
A testemunha secreta é Márcia. Frustrada pelas críticas de Boogie meses atrás, ela emagrece e transforma sua aparência. Apesar da constante violência e falta de sentimentos de Boogie, Márcia se apaixona por ele – até descobrir seus planos. Tentando escapar, ela acaba capturada e entregue a Calabria.
Após a negociação, Boogie começa a se sentir culpado e decide voltar para resgatá-la. Os dois fogem em alta velocidade, cruzando o país enquanto são perseguidos pela polícia, tentando chegar a tempo para o julgamento.
Durante a audiência, no momento em que Márcia deve testemunhar, o advogado de Calabria tenta assassiná-la, mas Boogie a defende. Um grande número de assassinos, a mando de Sonny Calabria, tenta matá-la, transformando o tribunal em um verdadeiro tiroteio. Márcia, que até então era relutante em relação à violência de Boogie, decide lutar ao lado dele. Armados com duas pistolas cada um, eles acabam com todos os capangas. No confronto final, Márcia mata Calabria usando um de seus sapatos. Ao vê-la ensanguentada, Boogie finalmente se apaixona por ela.

## Elenco
- Pablo Echarri interpreta Boogie
- Nancy Dupláa interpreta Marcia
- Nicolás Frías interpreta Blackburn
- Marcelo Armand interpreta Jones
- Rufino Gallo interpreta Sony Calabria
- Hernán Chiozza interpreta Juíz
- Ricardo Alanis interpreta Derek
- Luciana Falcón interpreta Sue
- Karin Sabala interpreta Sonia